# 謝爾比鎮區 (印地安納州蒂珀卡努縣)
謝爾比鎮區（英語：Shelby Township）是位於美國印地安納州蒂珀卡努縣的一個行政鎮區。

## 地方資料
根據2010年美國人口普查的數據，謝爾比鎮區的面積為140.30平方千米，當中陸地面積為139.00平方千米，而水域面積為1.30平方千米。當地共有人口2352人，而人口密度為每平方千米16.76人。